# Racing Club de Cannes 2014-2015
Questa voce raccoglie le informazioni riguardanti il Racing Club de Cannes nelle competizioni ufficiali della stagione 2014-2015.

## Organigramma societario
Area direttiva
- Presidente: Anny Courtade
- Vicepresidente: Georges Marchisio, Michael Cozzi
- Segreteria generale: Colette Fradin-Vaudoit

Area organizzativa
- Tesoriere: Nancy Costa

Area tecnica
- Allenatore: Yan Fang
- Allenatore in seconda: Mathieu Buravant

Area sanitaria
- Medico: Francis Casali, Olivier Fichez
- Kinesiterapia: Marie De Beaulieu
- Osteopata: Marco Bozzetto

## Rosa
| N° | Nome              | Ruolo | Data di nascita   | Nazionalità sportiva |
| -- | ----------------- | ----- | ----------------- | -------------------- |
| 1  | Juliann Faucette  | S     | 25 novembre 1989  | Stati Uniti          |
| 2  | Mareen Apitz      | P     | 26 marzo 1987     | Germania             |
| 3  | Romane Ruiz       | L     | 5 gennaio 1997    | Francia              |
| 4  | Polina Idjilov    | S     | 11 settembre 1992 | Moldavia             |
| 6  | Déborah Ortschitt | L     | 10 giugno 1987    | Francia              |
| 7  | Sanja Bursać      | S     | 10 gennaio 1990   | Serbia               |
| 8  | Ilka van de Vyver | P     | 26 gennaio 1993   | Belgio               |
| 10 | Carly Wopat       | C     | 13 ottobre 1992   | Stati Uniti          |
| 11 | Alexandra Lazić   | S/O   | 24 aprile 1994    | Svezia               |
| 12 | Victoria Ravva    | C     | 31 ottobre 1975   | Francia              |
| 14 | Yukiko Ebata      | S     | 7 novembre 1989   | Giappone             |
| 15 | Logan Tom         | S     | 25 maggio 1981    | Stati Uniti          |
| 16 | Maret Grothues    | S     | 16 settembre 1988 | Paesi Bassi          |
| 18 | Nneka Onyejekwe   | C     | 18 agosto 1989    | Romania              |

## Mercato
| Acquisti | Acquisti         | Acquisti         | Acquisti   |
| R.       | Nome             | da               | Modalità   |
| -------- | ---------------- | ---------------- | ---------- |
| P        | Mareen Apitz     | Dresdner         | definitivo |
| S        | Sanja Bursać     | Le Cannet        | definitivo |
| S        | Yukiko Ebata     | Hitachi Rivale   | definitivo |
| S        | Juliann Faucette | Guangdong Hengda | definitivo |
| S        | Eva Janeva       | Dinamo-Kazan     | definitivo |
| L        | Romane Ruiz      | ?                | definitivo |
| S        | Logan Tom        | Ornavasso        | definitivo |
| C        | Carly Wopat      | Stanford         | definitivo |

| Cessioni | Cessioni         | Cessioni       | Cessioni   |
| R.       | Nome             | a              | Modalità   |
| -------- | ---------------- | -------------- | ---------- |
| C        | Freya Aelbrecht  | Busto Arsizio  | definitivo |
| P        | Ana Antonijević  | Volero Zurigo  | definitivo |
| L        | Chiara Arcangeli | LJ             | definitivo |
| S        | Tatjana Bokan    | ASPTT Mulhouse | definitivo |
| S/O      | Nadia Centoni    | Galatasaray    | definitivo |
| S/O      | Rebecka Lazić    | Vilsbiburg     | definitivo |
| S        | Laura Partenio   | AGIL           | definitivo |
| C        | Milena Rašić     | VakıfBank      | definitivo |
| C        | Corina Ssuschke  | -              | ritirata   |
| C        | Léa Steuperaert  | ?              | definitivo |